# Zürcher Woche
Die Zürcher Woche, ab 1969 Sonntags-Journal, war eine schweizerische Wochenzeitung, die zwischen Herbst 1949 und Herbst 1972 erschien.
Die Zürcher Woche war in den 1960er Jahren eine einflussreiche deutschschweizerische Zeitschrift. In ihr wurden oft Themen des linken und rechten Lagers kontrovers behandelt. Aus der Zürcher Woche entstand 1969 das zunächst als Konkurrenz zur Weltwoche gedachte – und von dieser 1972 übernommene – Sonntags-Journal, das 1971 in ein Magazin verwandelt wurde.
Chefredaktoren der Zeitung waren unter anderem James Schwarzenbach (1957–1961), Roman Brodmann (1961–1963), Werner Wollenberger (1962–1967) und Rolf R. Bigler.
Einer der Bundeshausredaktoren war Frank A. Meyer, als Auslandredaktor arbeitete ab 1961 Hans Fleig für die Zeitung.